# Torquato Castellani

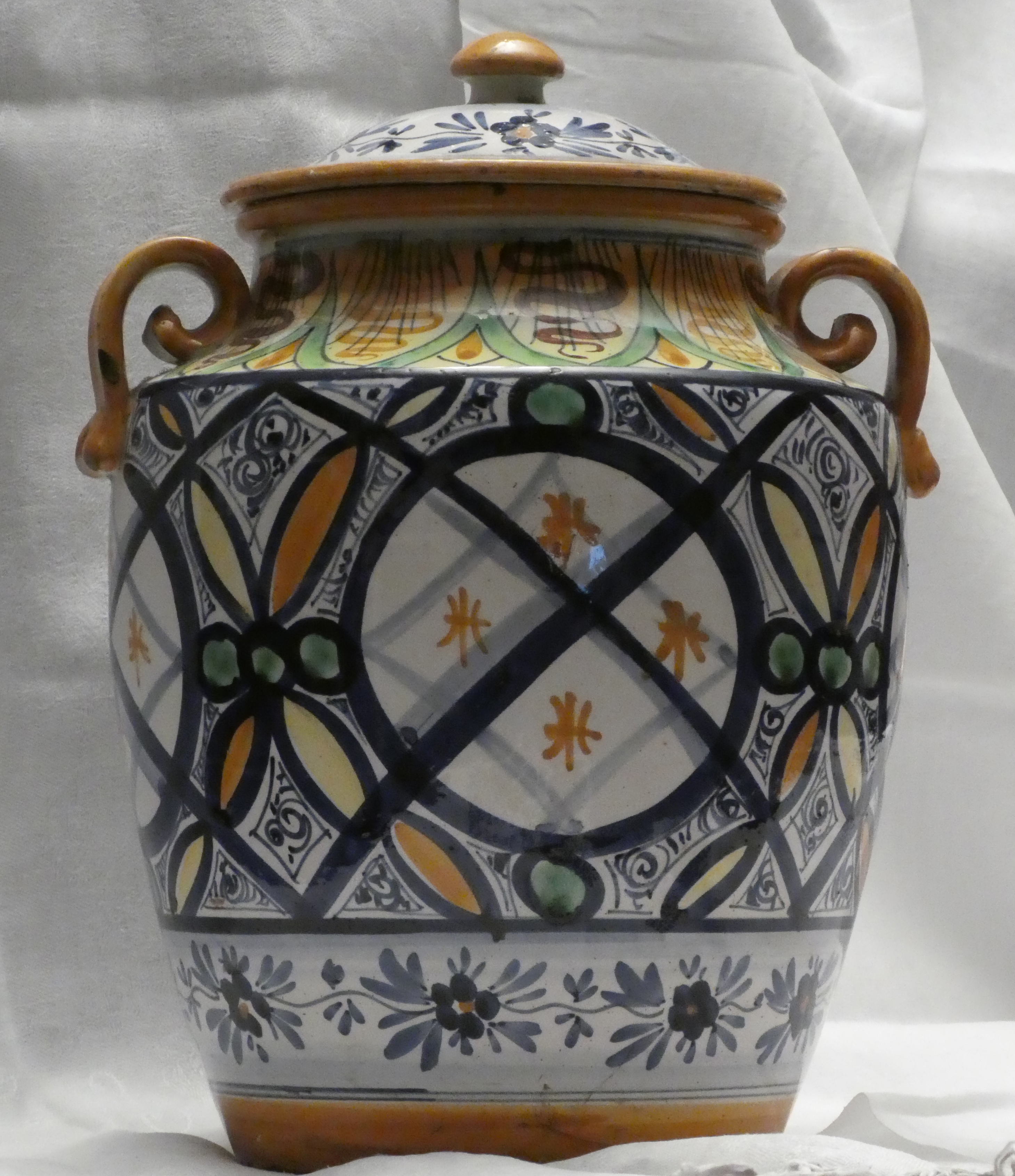
Vaso di Castellani.

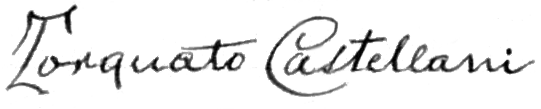
Firma sull'atto di matrimonio

Torquato Castellani (Roma, 1846 – Roma, 3 dicembre 1931) è stato un ceramista italiano.

## Biografia
Torquato è figlio di Alessandro Castellani e di Carolina Gentili. Alessandro apparteneva alla dinastia romana di orafi e antiquari Castellani.
Il padre, che era politicamente vicino ai mazziniani, dovette andare in esilio in Francia nel 1860 e il giovane Torquato lo seguì a Parigi. 
A Parigi i Castellani frequentavano tra gli altri Gioachino Rossini, cui il giovane Torquato risultava particolarmente simpatico. 
Alla villa di Passy, la residenza di Rossini, il giovane Torquato fu protagonista di un incidente, ricordato nelle sue memorie I ricordi della mia vita. Rossini, lo invitava spesso a cena per poi farlo suonare al pianoforte, in quanto lo considerava, pur da autodidatta, di notevole talento. Una sera gli fece suonare un brano alla presenza di Adelina Patti, il soprano e chiese alla cantante "Un francese sa suonare così?". La sera successiva fu accolto dalla moglie di Rossini, Olympe, che gli chiese notizie del padre. Torquato le disse che era corso a Roma, a Mentana, con Garibaldi. "Quella strega francese mi disse: 'Questa volta ci avete preso belle botte a Mentana'", così raccontò in seguito Torquato. Alle insistenze della moglie di Rossini Torquato perse le staffe e prese una sedia. Fu fermato prima da un servitore e poi dall'accorso Rossini che lo portò via con se e riuscì a calmarlo. Tornò solo dopo parecchi giorni portando con sé un sigillo che aveva creato, in bronzo, per Rossini che lo ringraziò donandogli una foto con la dedica "al bronzista quasi celebre". 
Nel 1862 segue il padre che si trasferisce a Napoli. Qui Torquato, invece di seguire le orme del nonno e del padre nel campo dell'oreficeria si dedicò alla produzione e decorazione della ceramica, strada peraltro già intrapresa dallo zio Guglielmo Castellani. A Napoli inizia la sua formazione, assieme all'amico Felice Barnabei, noto in seguito per i suoi studi di archeologia e di epigrafia. 
A Napoli l'attività prevalente di Torquato è la produzione di maioliche a imitazione di quelle italiane del XV e XVI secolo. Nelle sue memorie Barnabei ricorda come Alessandro facesse visitare la sua raccolta di maioliche rinascimentali, la cui vendita raggiungeva prezzi proibitivi e molti visitatori si accontentavano di acquistare i lavori fatti dal figlio Torquato a prezzi accessibili
Dopo il 20 settembre si trasferisce a Roma e si sposa il 29 novembre 1873, al palazzo dei Conservatori, con Adele Moraschi Mastrocola, che lo affianca nella produzione di ceramiche. Nello stesso periodo effettua alcuni viaggi allo scopo di migliorare le tecniche.
A cavallo tra fine dell'800 e gli inizi del '900 viene affiancato nell'attività dalla figlia Olga, nata nel 1879. Dopo il 1910 prima diminuisce la sua presenza alle esposizioni internazionali e poi cessa la produzione.

## Partecipazione a esposizioni
Nel 1870 alcuni di questi lavori sono presentati alla esposizione Workmen's International Exhibition di Londra, accanto alle ceramiche dello zio Guglielmo e ai gioielli del padre e dello zio Augusto
Nel 1878 partecipa all'Esposizione universale di Parigi, dove fu premiato con una medaglia d'argento, mentre lo zio Guglielmo ne ebbe una di bronzo.
Nel 1881 è presente a Milano all'Esposizione industriale italiana

## Presenza in Musei
Alcune opere sono presenti al Victoria & Albert, tra cui un piatto con il ritratto dell'architetto Owen Jones. 
Un altro piatto, dedicato alla zia Ernesta Alibrandi, moglie di Guglielmo Castellani è indicato tra le opere dei Musei Capitolini.

## Albero genealogico
Gli orafi Castellani
| Carolina Baccani | Carolina Baccani | Carolina Baccani      | Carolina Baccani      | Carolina Baccani      | Carolina Baccani      |                       |                       |  |  |                    |                    | Fortunato Pio Castellani | Fortunato Pio Castellani | Fortunato Pio Castellani | Fortunato Pio Castellani | Fortunato Pio Castellani | Fortunato Pio Castellani |                                       |                                       |                                       |                                       |                                       |                                       |            |            |                                             |                                             |                                             |                                             |                                             |                                             |  |  |  |  |                                          |                                          |                                          |                                          |                                          |                                          |  |  |  |  |  |  |  |  |  |  |  |  |  |  |  |  |  |  |  |  |  |  |  |  |  |  |  |  |  |  |
| Carolina Baccani | Carolina Baccani | Carolina Baccani      | Carolina Baccani      | Carolina Baccani      | Carolina Baccani      |                       |                       |  |  |                    |                    | Fortunato Pio Castellani | Fortunato Pio Castellani | Fortunato Pio Castellani | Fortunato Pio Castellani | Fortunato Pio Castellani | Fortunato Pio Castellani |                                       |                                       |                                       |                                       |                                       |                                       |            |            |                                             |                                             |                                             |                                             |                                             |                                             |  |  |  |  |                                          |                                          |                                          |                                          |                                          |                                          |  |  |  |  |  |  |  |  |  |  |  |  |  |  |  |  |  |  |  |  |  |  |  |  |  |  |  |  |  |  |
|                  |                  |                       |                       |                       |                       |                       |                       |  |  |                    |                    |                          |                          |                          |                          |                          |                          |                                       |                                       |                                       |                                       |                                       |                                       |            |            |                                             |                                             |                                             |                                             |                                             |                                             |  |  |  |  |                                          |                                          |                                          |                                          |                                          |                                          |  |  |  |  |  |  |  |  |  |  |  |  |  |  |  |  |  |  |  |  |  |  |  |  |  |  |  |  |  |  |
|                  |                  |                       |                       |                       |                       |                       |                       |  |  |                    |                    |                          |                          |                          |                          |                          |                          |                                       |                                       |                                       |                                       |                                       |                                       |            |            |                                             |                                             |                                             |                                             |                                             |                                             |  |  |  |  |                                          |                                          |                                          |                                          |                                          |                                          |  |  |  |  |  |  |  |  |  |  |  |  |  |  |  |  |  |  |  |  |  |  |  |  |  |  |  |  |  |  |
|                  |                  |                       |                       |                       |                       |                       |                       |  |  |                    |                    |                          |                          |                          |                          |                          |                          |                                       |                                       |                                       |                                       |                                       |                                       |            |            |                                             |                                             |                                             |                                             |                                             |                                             |  |  |  |  |                                          |                                          |                                          |                                          |                                          |                                          |  |  |  |  |  |  |  |  |  |  |  |  |  |  |  |  |  |  |  |  |  |  |  |  |  |  |  |  |  |  |
|                  |                  | Alessandro Castellani | Alessandro Castellani | Alessandro Castellani | Alessandro Castellani | Alessandro Castellani | Alessandro Castellani |  |  | Augusto Castellani | Augusto Castellani | Augusto Castellani       | Augusto Castellani       | Augusto Castellani       | Augusto Castellani       |                          |                          | Guglielmo Castellani                  | Guglielmo Castellani                  | Guglielmo Castellani                  | Guglielmo Castellani                  | Guglielmo Castellani                  | Guglielmo Castellani                  |            |            | Camilla Castellani sposa Francesco Carlandi | Camilla Castellani sposa Francesco Carlandi | Camilla Castellani sposa Francesco Carlandi | Camilla Castellani sposa Francesco Carlandi | Camilla Castellani sposa Francesco Carlandi | Camilla Castellani sposa Francesco Carlandi |  |  |  |  | Virginia Castellani sposa Luigi Narducci | Virginia Castellani sposa Luigi Narducci | Virginia Castellani sposa Luigi Narducci | Virginia Castellani sposa Luigi Narducci | Virginia Castellani sposa Luigi Narducci | Virginia Castellani sposa Luigi Narducci |  |  |  |  |  |  |  |  |  |  |  |  |  |  |  |  |  |  |  |  |  |  |  |  |  |  |  |  |  |  |
|                  |                  | Alessandro Castellani | Alessandro Castellani | Alessandro Castellani | Alessandro Castellani | Alessandro Castellani | Alessandro Castellani |  |  | Augusto Castellani | Augusto Castellani | Augusto Castellani       | Augusto Castellani       | Augusto Castellani       | Augusto Castellani       |                          |                          | Guglielmo Castellani                  | Guglielmo Castellani                  | Guglielmo Castellani                  | Guglielmo Castellani                  | Guglielmo Castellani                  | Guglielmo Castellani                  |            |            | Camilla Castellani sposa Francesco Carlandi | Camilla Castellani sposa Francesco Carlandi | Camilla Castellani sposa Francesco Carlandi | Camilla Castellani sposa Francesco Carlandi | Camilla Castellani sposa Francesco Carlandi | Camilla Castellani sposa Francesco Carlandi |  |  |  |  | Virginia Castellani sposa Luigi Narducci | Virginia Castellani sposa Luigi Narducci | Virginia Castellani sposa Luigi Narducci | Virginia Castellani sposa Luigi Narducci | Virginia Castellani sposa Luigi Narducci | Virginia Castellani sposa Luigi Narducci |  |  |  |  |  |  |  |  |  |  |  |  |  |  |  |  |  |  |  |  |  |  |  |  |  |  |  |  |  |  |
|                  |                  |                       |                       |                       |                       |                       |                       |  |  |                    |                    |                          |                          |                          |                          |                          |                          |                                       |                                       |                                       |                                       |                                       |                                       |            |            |                                             |                                             |                                             |                                             |                                             |                                             |  |  |  |  |                                          |                                          |                                          |                                          |                                          |                                          |  |  |  |  |  |  |  |  |  |  |  |  |  |  |  |  |  |  |  |  |  |  |  |  |  |  |  |  |  |  |
|                  |                  | Torquato Castellani   | Torquato Castellani   | Torquato Castellani   | Torquato Castellani   | Torquato Castellani   | Torquato Castellani   |  |  | Alfredo Castellani | Alfredo Castellani | Alfredo Castellani       | Alfredo Castellani       | Alfredo Castellani       | Alfredo Castellani       |                          |                          | Guendalina Castellani sposa Pio Fabri | Guendalina Castellani sposa Pio Fabri | Guendalina Castellani sposa Pio Fabri | Guendalina Castellani sposa Pio Fabri | Guendalina Castellani sposa Pio Fabri | Guendalina Castellani sposa Pio Fabri |            |            | Onorato Carlandi                            | Onorato Carlandi                            | Onorato Carlandi                            | Onorato Carlandi                            | Onorato Carlandi                            | Onorato Carlandi                            |  |  |  |  | Virgilio Narducci                        | Virgilio Narducci                        | Virgilio Narducci                        | Virgilio Narducci                        | Virgilio Narducci                        | Virgilio Narducci                        |  |  |  |  |  |  |  |  |  |  |  |  |  |  |  |  |  |  |  |  |  |  |  |  |  |  |  |  |  |  |
|                  |                  | Torquato Castellani   | Torquato Castellani   | Torquato Castellani   | Torquato Castellani   | Torquato Castellani   | Torquato Castellani   |  |  | Alfredo Castellani | Alfredo Castellani | Alfredo Castellani       | Alfredo Castellani       | Alfredo Castellani       | Alfredo Castellani       |                          |                          | Guendalina Castellani sposa Pio Fabri | Guendalina Castellani sposa Pio Fabri | Guendalina Castellani sposa Pio Fabri | Guendalina Castellani sposa Pio Fabri | Guendalina Castellani sposa Pio Fabri | Guendalina Castellani sposa Pio Fabri |            |            | Onorato Carlandi                            | Onorato Carlandi                            | Onorato Carlandi                            | Onorato Carlandi                            | Onorato Carlandi                            | Onorato Carlandi                            |  |  |  |  | Virgilio Narducci                        | Virgilio Narducci                        | Virgilio Narducci                        | Virgilio Narducci                        | Virgilio Narducci                        | Virgilio Narducci                        |  |  |  |  |  |  |  |  |  |  |  |  |  |  |  |  |  |  |  |  |  |  |  |  |  |  |  |  |  |  |
|                  |                  |                       |                       |                       |                       |                       |                       |  |  |                    |                    |                          |                          |                          |                          |                          |                          |                                       |                                       |                                       |                                       |                                       |                                       |            |            |                                             |                                             |                                             |                                             |                                             |                                             |  |  |  |  |                                          |                                          |                                          |                                          |                                          |                                          |  |  |  |  |  |  |  |  |  |  |  |  |  |  |  |  |  |  |  |  |  |  |  |  |  |  |  |  |  |  |
|                  |                  | Olga Castellani       | Olga Castellani       | Olga Castellani       | Olga Castellani       | Olga Castellani       | Olga Castellani       |  |  |                    |                    | Pompeo Fabri             | Pompeo Fabri             | Pompeo Fabri             | Pompeo Fabri             | Pompeo Fabri             | Pompeo Fabri             |                                       |                                       | Emma Fabri                            | Emma Fabri                            | Emma Fabri                            | Emma Fabri                            | Emma Fabri | Emma Fabri |                                             |                                             |                                             |                                             |                                             |                                             |  |  |  |  |                                          |                                          |                                          |                                          |                                          |                                          |  |  |  |  |  |  |  |  |  |  |  |  |  |  |  |  |  |  |  |  |  |  |  |  |  |  |  |  |  |  |